# 엘살바도르 요리

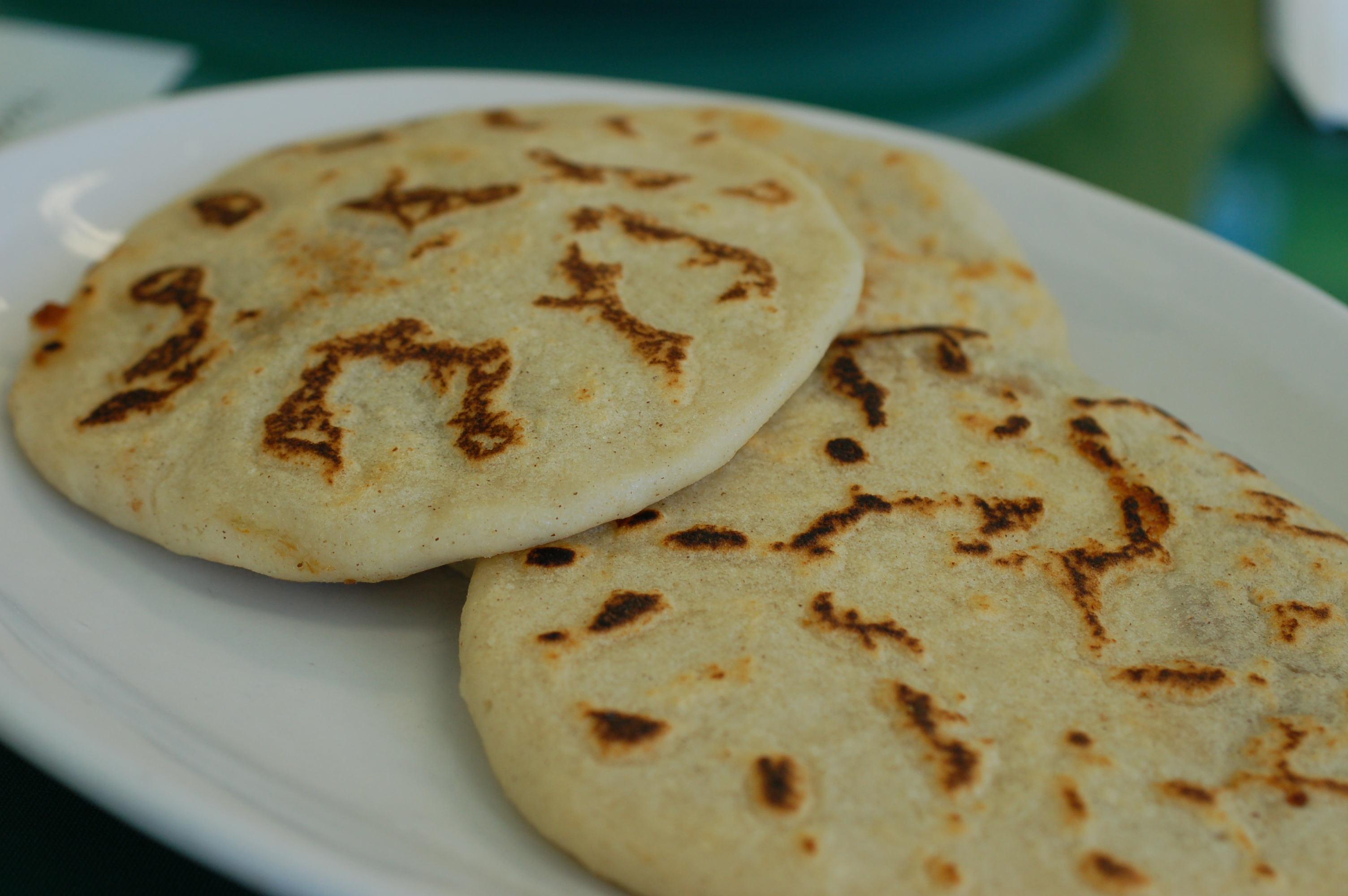
푸푸사

엘살바도르 요리(El Salvador 料理, 스페인어: cocina salvadoreña 코시나 살바도레냐[*])는 중앙아메리카에 있는 엘살바도르의 요리이다. 스페인과 토착민의 음식이 조화를 이룬 것으로서 대개 원주민은 마야, 잉카 문명의 후손들이다. 또한 상당수의 요리가 옥수수를 재료로 한다.

## 아침식사
사람들은 아침식사로 으깬 콩과 사워 크림, 달걀, 토르티야, 치즈 등을 먹는데 커피를 마시기도 한다. 우에보스 피카도스(스페인어: Huevos picados)라는 요리는 야채와 으깬 달걀로 만드는 요리이다.

## 수프와 샐러드

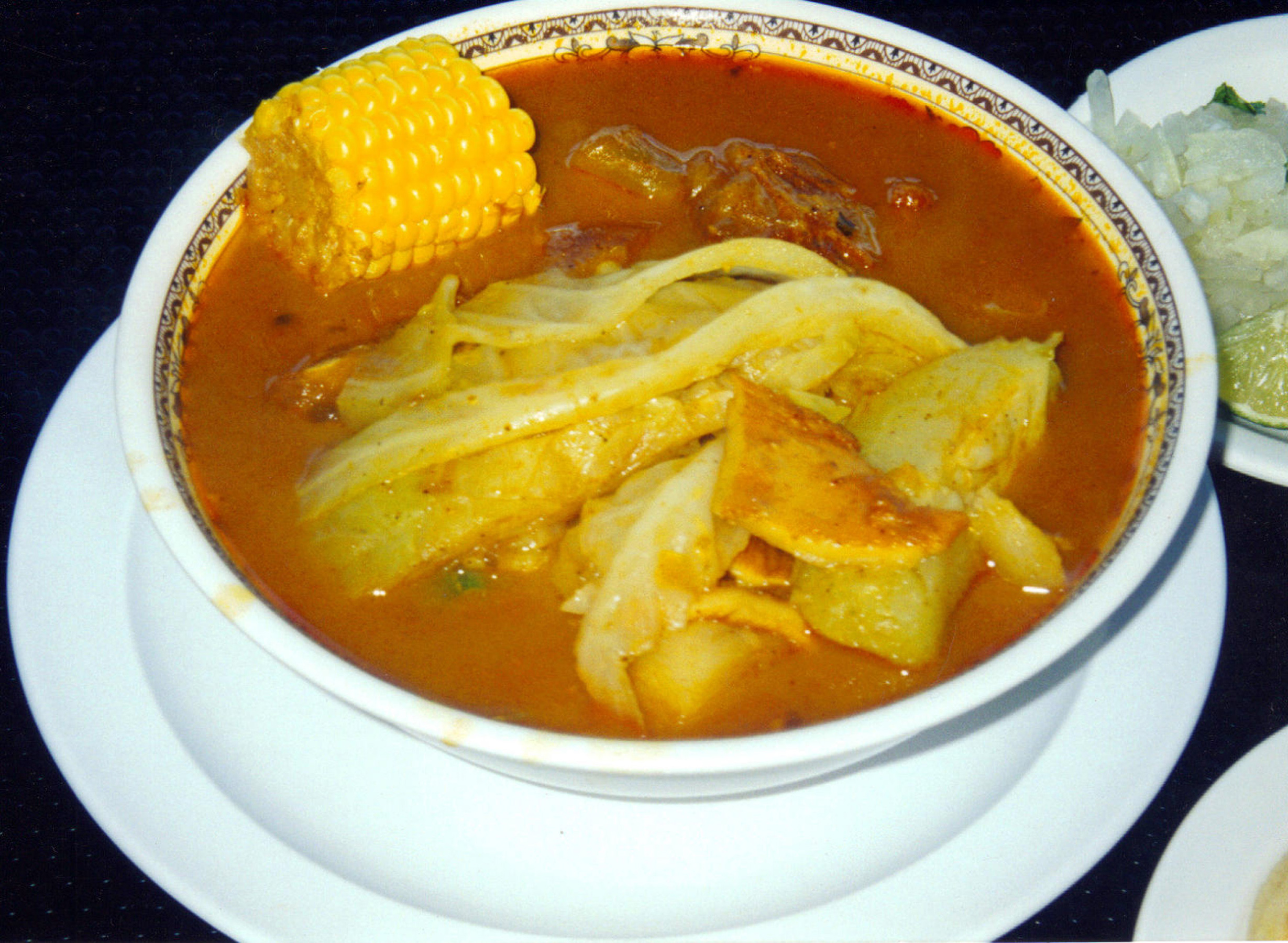
소파 데 파타

수프는 빈부에 상관없이 모든 엘살바도르 사람들이 즐기는 요리이다. 소파 데 파타(Sopa de Pata)라는 것은 우족으로 만드는 수프로서 각 고장에서도 별미로 꼽힌다. 가요 엔 치카(스페인어: Gallo en chicha)는 옥수수를 발효한 것에 건포도와 다른 재료를 섞어서 만드는 수프이다.
전통 요리에서 샐러드가 흔하지는 않지만 샐러드는 보통 엘살바도르 가정의 빼놓을 수 없는 음식으로 자리잡았다. 대개 토마토와 오이, 양상추를 점심 때 샐러드로 해서 먹는다. 또한 대부분의 식당에서도 샐러드가 있고 원래는 감자 샐러드가 있는데 이 형태도 현대적인 방법으로 각 지방에서 조금씩 다른 형태로 나타난다.

## 음료
10대들은 코카콜라를 즐기고 물론 남녀노소 관계 없이 커피를 마시는 것을 즐긴다. 사실 엘살바도르에서 커피는 최대 수출품이기도 하다. 엘살바도르에서 시작된 청량음료는 콜라 샴페인이라는 것이 있는데 사탕수수의 향과 소다로 만든 음료이다. 민투아스라고 하는 얼음 주스 같은 음료도 있다. 또 파인애플 주스와 다른과일을 잘라서 만들어 먹는 음료수도 있는데 메론과 사과 등을 주로 넣는다.
코코넛은 시내 가판대에서 쉽게 볼 수 있는 재료이다. 보통 코코넛의 위를 벌려 빨대를 꽂아 먹는다. 성인들은 보드카와 코코넛 즙을 섞어서 먹기도 한다.

## 주류
맥주가 가장 흔한 술로서 필젠 맥주가 가장 유명하다.

## 같이 보기
- 라틴 아메리카 요리
- 중앙아메리카 요리